# Collidinsäure
Collidinsäure (von engl. Collidinic acid; auch Carbolutidinsäure, Trimesitinsäure, Pyridin-2,4,6-tricarbonsäure) ist eine organische Verbindung, die zu den Heterocyclen (genauer: Heteroaromaten) zählt. Sie gehört zur Gruppe der Pyridintricarbonsäuren und besteht aus einem Pyridinring, der drei Carboxygruppen in 2-, 4- und 6-Position trägt. Der Name leitet sich von 2,4,6-Collidin (2,4,6-Trimethylpyridin) ab.

## Gewinnung und Darstellung
Die Verbindung kann durch Oxidation von 2,4,6-Trimethylpyridin mit Kaliumpermanganat gewonnen werden.

## Verwendung
Collidinsäure kann zur Photometrie von Eisen verwendet werden.